# 웰링턴 공작 (칭호)
웰링턴 공작(Duke of Wellington)은 영국의 귀족 작위이다. 서머셋의 웰링턴이 그 어원이며, 아서 웰즐리에게 처음 수여된 것이 그 기원이다.
영국의 웰링턴 공작과는 별개로, 네덜란드 왕국의 워털루 공작(Prins van Waterloo, 1815년) 작위, 스페인 왕국의 시우다드로드리고 공작(Duque de Ciudad Rodrigo, 1812년)과 포르투갈 왕국의 비토리아 공작(Duque da Vitória, 1812년, 부속작위인 토레스베드라스 후작(Marquês de Torres Vedras, 1812년)과 비메이로 백작(Conde de Vimeiro, 1811년) 포함) 작위들을 보유하고 있다.

## 웰링턴 공작 (1814년)
- 제1대 웰링턴 공작 아서 웰즐리 (1814년 - 1852년)
- 제2대 웰링턴 공작 아서 리처드 웰즐리 (1852년 - 1884년)
- 제3대 웰링턴 공작 헨리 웰즐리 (1884년 - 1900년)
- 제4대 웰링턴 공작 아서 리처드 웰즐리 (1900년 - 1934년)
- 제5대 웰링턴 공작 아서 찰스 웰즐리 (1934년 - 1941년)
- 제6대 웰링턴 공작 헨리 웰즐리 (1941년 - 1943년)
- 제7대 웰링턴 공작 제럴드 웰즐리 (1943년 - 1972년)
- 제8대 웰링턴 공작 아서 발레리언 웰즐리 (1972년 - 2014년)
- 제9대 웰링턴 공작 아서 찰스 발레리언 웰즐리 (2014년 -)